# Rietgras
Rietgras (Phalaris arundinacea) is een soort uit het geslacht kanariegras (Phalaris). Het is een vaste plant, die in vegetatieve toestand op riet (Phragmites australis) lijkt, maar het tongetje verschilt duidelijk tussen de soorten. Riet heeft alleen haartjes op de plaats van het tongetje. Rietgras behoort tot de grassenfamilie (Poaceae). De soort komt voor in Europa, Azië, Afrika en Noord-Amerika.

## Determinatie
De plant wordt 0,5-2 m lang met rechtopstaande stengels en dikke kruipende wortelstokken. De aan de randen ruwe bladeren zijn breed en rietachtig. De bovenste bladschede is niet opgeblazen. Het iets ingesneden tongetje (ligula) is lang en min of meer stomp.

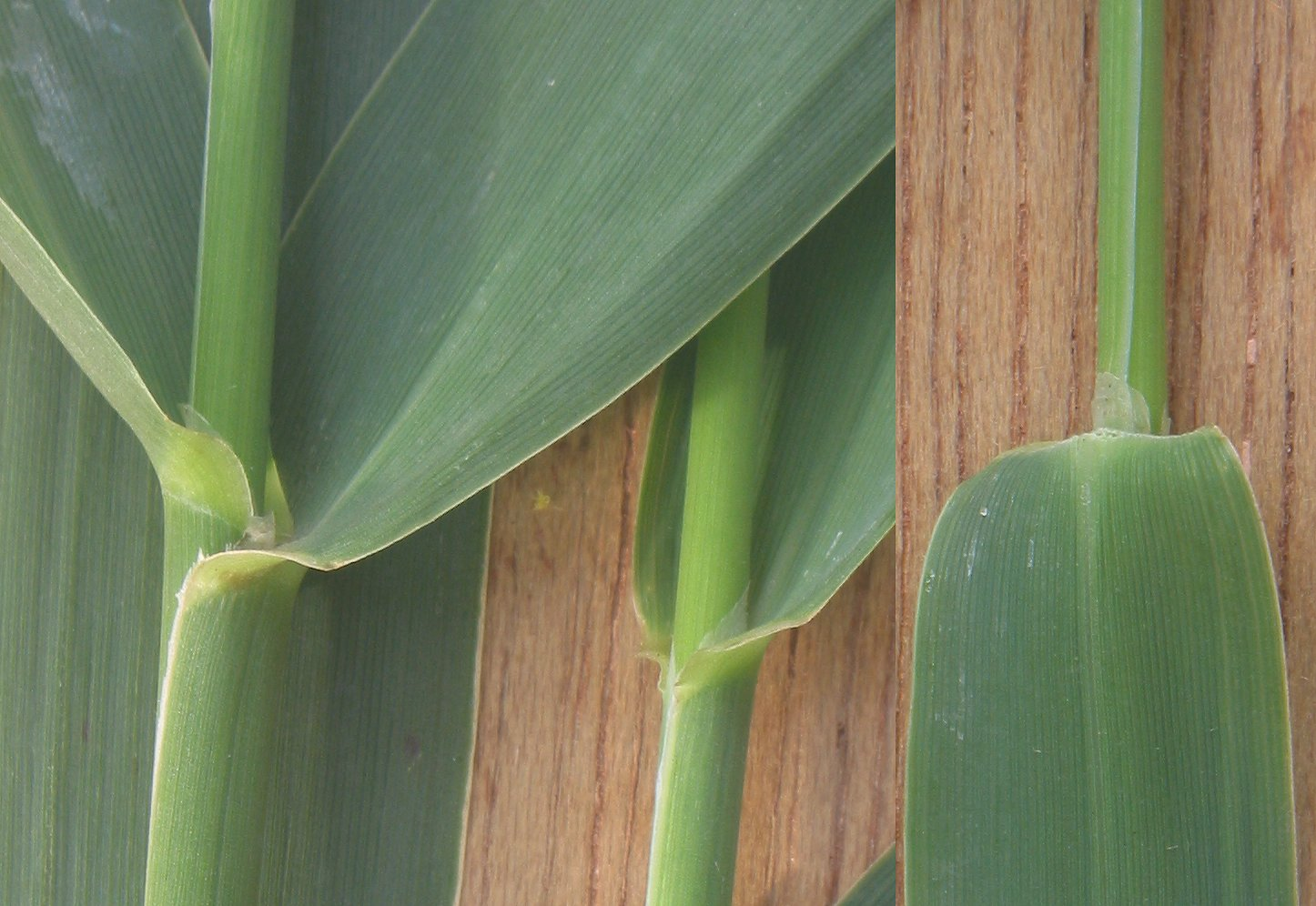
Tongetje

Rietgras bloeit in juni en juli met een grote, 5-25 cm lange, pluimvormige, vertakte bloeiwijze, die vaak roze tot paarsbruin is aangelopen. De pluimtakken zijn voor en na de bloei ingetrokken. De kortgesteelde aartjes zijn eenbloemig. De onderste kelkkafjes zijn drienervig, 5-6,5 mm lang met ongevleugelde kiel en langer dan de kroonkafjes. Het tweede paar kelkkafjes is lang behaard en ongeveer 1 mm lang. De kroonkafjes zijn aan het bovenste gedeelte van de randen behaard.

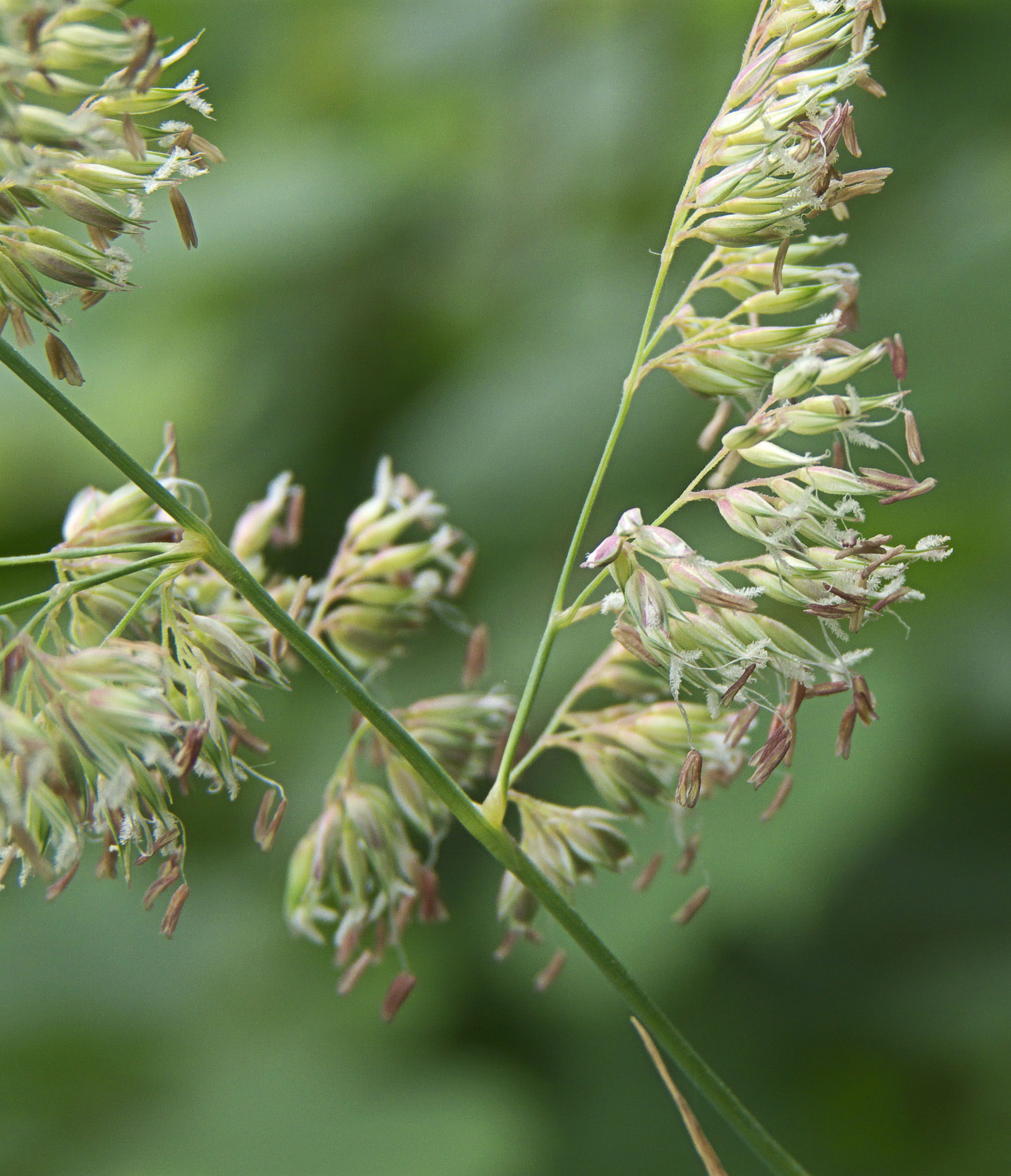
Bloempjes

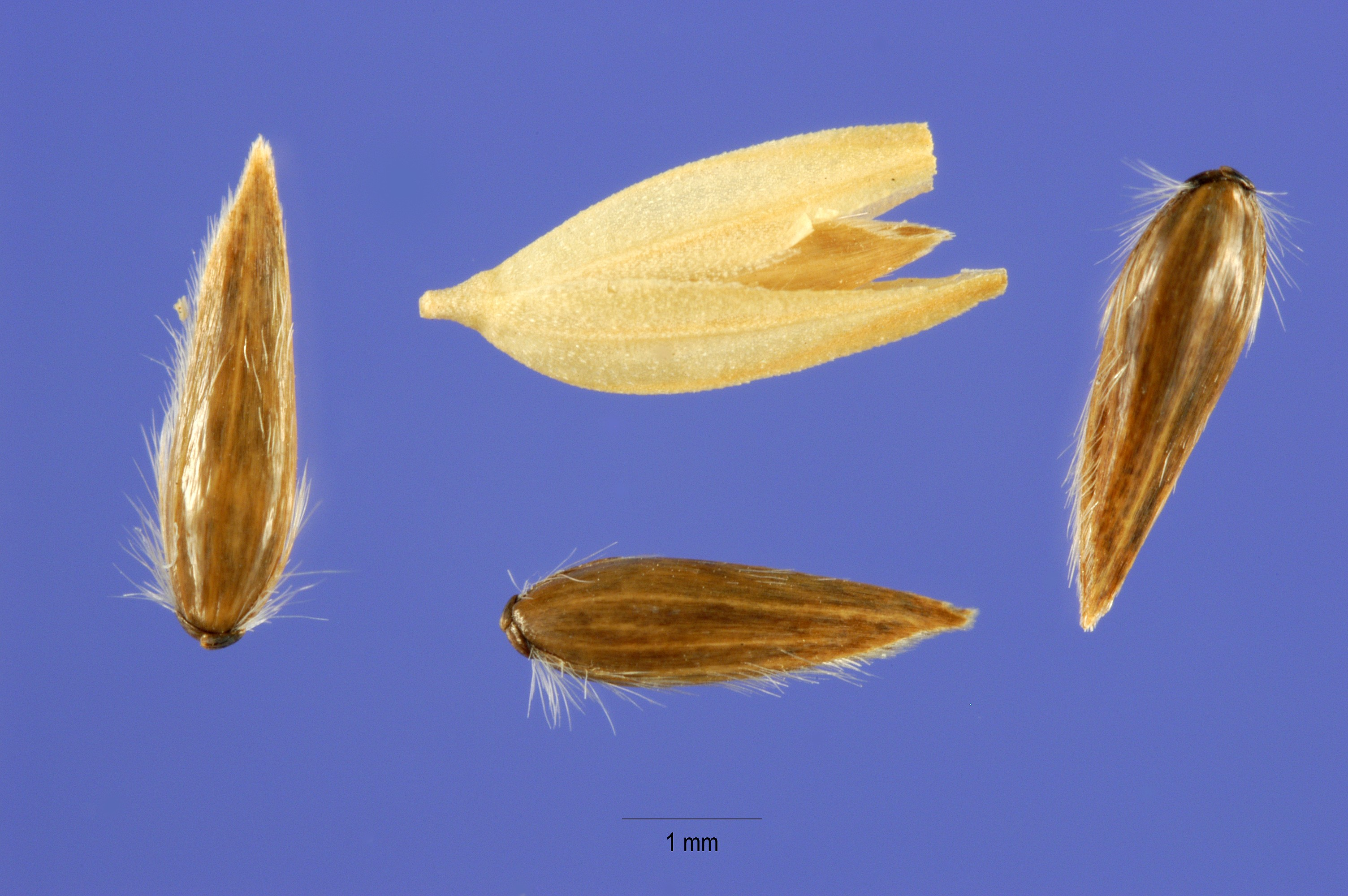
Vruchten

De vrucht is een graanvrucht.

## Ecologie
De plant komt voor op vochtige tot natte, eutrofe grond aan waterkanten en moerasbossen.

## Hallucinogene stoffen
Rietgrasbladeren bevatten onder andere de hallucinogene stoffen DMT en 5-MeO-DMT.

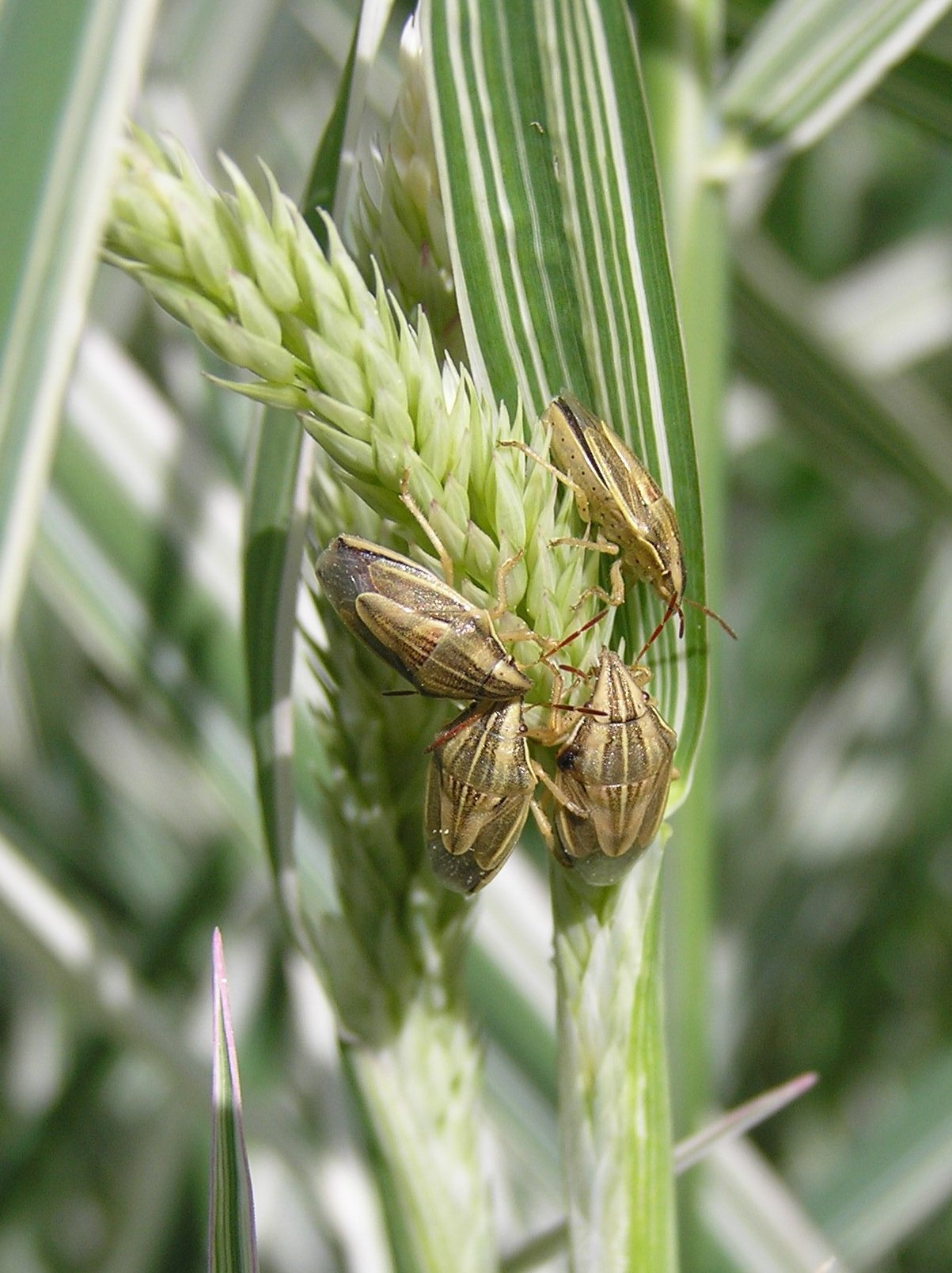
Zuigende mijterwantsen op rietgras